# MÁV-Baureihe BCmot VIId
Die zweiachsigen Dampftriebwagen der MÁV-Baureihe BCmot VIId wurden 1905 bei Ganz & Co. in Budapest hergestellt und dienten als frühe Triebwagen für die ungarische Staatseisenbahn MÁV. Fahrzeuge dieses Typs waren nach dem System De Dion-Bouton hergestellt. Sie waren ähnlich zu der MÁV-Baureihe BCmot VIIc und besaßen gegenüber dieser Reihe einen anderen Wagenkasten und bestimmte andere Maße im Fahrzeugaufbau. Die Fahrzeuge wurden einheitlich mit der Bezeichnung 06 aufgeführt, Benennungen mit 03 sind nicht aufgeführt worden. Bei Pospichal sind in dieser Kategorie insgesamt vier Fahrzeuge geführt, auf der ungarischen Wikipedia sind aber nur zwei Triebwagen genannt.

## Geschichte
Eisenbahnstrecken der ungarischen Staatseisenbahn MÁV galten um die 1900er Jahre als besonders dampftriebwagenfreundlich, da die Gesellschaft viele Nebenbahnen mit geringem Verkehr und relativ geringen Steigungen besaß. Die meisten benötigten Fahrzeuge wurden von der Ganz in Budapest hergestellt. Dazu erwarb die Firma Lizenzen von De Dion-Bouton und baute Dampftriebwagen mit 35, 50 und 80 PS Leistung.
Nach Literaturangaben sollen von Ganz bis Ende 1906 insgesamt 89 Dampftriebwagen an die MÁV geliefert worden sein, bei Pospichal werden lediglich 30 Fahrzeuge genannt. Die beiden genannten Dampftriebwagen gelten als Repräsentanten der Leistungsklasse von 50 PS mit anderen Abmaßen des Wagenkastens.
Über Einsätze der Fahrzeuge sind in der Literatur keine gesicherten Daten zu finden. Bei Ausbruch des Ersten Weltkrieges waren sie ausgemustert. Nach Ende des Weltkrieges setzten sich dann  Verbrennungstriebwagen auf den ehemaligen Einsatzstrecken der Dampftriebwagen durch.

## Technische Merkmale
Der Wagenkasten entsprach dem Standard der damals gültigen Grundsätzen des Personenwagenbaues und hatte lediglich einige geringe Änderungen gegenüber dem Vorgängermodell BCmot VIIc. Es fallen besonders die größeren Abmaße des Wagenkastens und der größere Achsstand auf. Im vorderen eingezogenen Raum war die Dampfmaschine gelagert.
Das Fahrzeug besaß einen von De Dion-Bouton entwickelten und von GANZ gefertigten Wasserrohrkessel und eine Dampfmaschine vom gleichen Hersteller. Dampferzeuger und Dampfmaschine waren dem Vorgängermodellen vom Aufbau her identisch gestaltet, die Leistung konnte bei diesem Modell auf 50 PS gesteigert werden.